# Anne de Sanzay de la Magnane
 (août 2021).
La mise en forme du texte ne suit pas les recommandations de Wikipédia : il faut le « wikifier ».
Les points d'amélioration suivants sont les cas les plus fréquents. Le détail des points à revoir est peut-être précisé sur la page de discussion.
- Les titres sont pré-formatés par le logiciel. Ils ne sont ni en capitales, ni en gras.
- Le texte ne doit pas être écrit en capitales (les noms de famille non plus), ni en gras, ni en italique, ni en « petit »…
- Le gras n'est utilisé que pour surligner le titre de l'article dans l'introduction, une seule fois.
- L'italique est rarement utilisé : mots en langue étrangère, titres d'œuvres, noms de bateaux, etc.
- Les citations ne sont pas en italique mais en corps de texte normal. Elles sont entourées par des guillemets français : « et ».
- Les listes à puces sont à éviter, des paragraphes rédigés étant largement préférés. Les tableaux sont à réserver à la présentation de données structurées (résultats, etc.).
- Les appels de note de bas de page (petits chiffres en exposant, introduits par l'outil «  Source ») sont à placer entre la fin de phrase et le point final[comme ça].
- Les liens internes (vers d'autres articles de Wikipédia) sont à choisir avec parcimonie. Créez des liens vers des articles approfondissant le sujet. Les termes génériques sans rapport avec le sujet sont à éviter, ainsi que les répétitions de liens vers un même terme.
- Les liens externes sont à placer uniquement dans une section « Liens externes », à la fin de l'article. Ces liens sont à choisir avec parcimonie suivant les règles définies. Si un lien sert de source à l'article, son insertion dans le texte est à faire par les notes de bas de page.
- La présentation des références doit suivre les conventions bibliographiques. Il est recommandé d'utiliser les modèles {{Ouvrage}}, {{Chapitre}}, {{Article}}, {{Lien web}} et/ou {{Bibliographie}}. Le mode d'édition visuel peut mettre en forme automatiquement les références.
- Insérer une infobox (cadre d'informations à droite) n'est pas obligatoire pour parachever la mise en page.

Pour une aide détaillée, merci de consulter Aide:Wikification.
Si vous pensez que ces points ont été résolus, vous pouvez retirer ce bandeau et améliorer la mise en forme d'un autre article.
Anne de Sanzay de la Magnane (prénom alors épicène), fils de René Ier comte de Sanzay et Renée de Plantys est le filleul du maréchal Anne de Montmorency .
Anne de Sanzay, comte de la Magnane, est un capitaine ligueur pendant les guerres de la Ligue, un chef de guerre particulièrement cruel et redouté, agissant comme un véritable bandit, à l'instar de Guy Eder de la Fontenelle ou Yves du Liscouët.

## La famille de Sanzay
La famille de Sanzay est originaire du Poitou, le château de Sanzay se trouvant dans la localité de Sanzay (Sensciacus à l'époque gallo-romaine) désormais regroupée avec des communes voisines sous le nom d'Argenton-les-Vallées (Deux-Sèvres).
La famille de Sanzay prétendait descendre d'Abbon de Poitiers dont le fils puiné Arnault (Gérard, père de Ramnulf Ier de Poitiers étant l'aîné), destiné à la vie monastique, épousa Jeanne (ou Jéhanne) fille du dernier seigneur de Sanzay sans le conscentement d'Abbon. Abbon interdit à Arnault et sa descendance de pouvoir prétendre au titre de comte de Poitiers] (prétentions des Sanzay, dénuées de tout fondement). Jusqu'à René Ier, les seigneurs de Sanzay étaient honorables (par rapport aux critères de leur époque), comptant plusieurs chambellans des rois de France et un connétable du Poitou qui fut sénéchal de sa cousine Aliénor d'Aquitaine (le titre de comte date de ce connétable, Sauldebreil de Sanzay).
Les titres et chartes de la famille furent volés et dispersés pendant les guerres de religion en 1567. Un manuscrit écrit par Jean Le Féron en 1560, "La généalogie de la famille de Sanzay en Poitou" et contenant des manuscrits de poèmes de Pierre de Ronsard se trouve à la bibliothèque de l'Arsenal et une copie datée de 1569 a été conservée par les descendants des enfants de Claude de Penmarc'h, issus du premier mariage de la seconde épouse d'Anne de Sanzay. La famille s'établit à une date inconnue au manoir du Pratmeur dans l'actuelle commune de Ploudalmézeau. Leur devise était « Sans aide » (il ne s'agit pas d'une devise, mais d'un cri de guerre, comme "Montjoie" pour l'ensemble de la chevalerie française, il date au moins de la seconde croisade et signifiait "ne requiert aucune aide hormis celle de Dieu").
La descendance de cette famille, toujours en procès et dont plusieurs membres se signalaient par leurs violences, demeura à Pratmeur jusqu'à la Révolution française. Criblée de dettes, elle dut vendre le manoir et se retirer à Gouesnou où des descendants continuèrent à maltraiter les paysans : par exemple en 1725 René-Jean, sieur de Sanzay et de Keriber, et Augustin, chevalier de Sanzay, garde pavillon amiral, « atteints et convaincus d'avoir maltraité et excédé par voye de fait et de coups plusieurs habitans de Gouesnou et paroisses voisines (…) » furent « condamnés solidairement en trois cens livres d'amandes au Roy, avec deffences que nous leur avons faittes de récidiver » par le tribunal de Brest.
Après la mort de René Ier, les exactions commises par ses descendants ont sans doute pesé dans la balance lors du procès qui les opposa à la maison Turpin de Crissé, malgré la confirmation à René Ier du titre de comte par Charles IX en 1567/1570. Marie-Suzanne de Chenu, épouse de Louis Ier Turpin de Crissé obtint le comté de Sanzay, transmissible par les femmes (mais d'où venaient les prétentions des Turpin de Crissé au comté de Sanzay ? On dit que c'est par Suzanne de Chenu, qui elle-même les auraient tenues de sa mère Madeleine Prévost du Châtelier, mais pourquoi, à quel titre, ? Il est plus probable que les Turpin de Crissé aient obtenu directement les droits des Sanzay, dont ils étaient d'assez proches parents : René Ier de Sanzay était le fils d'Etienne de Sanzay et de Gabrielle Turpin de Crissé, tante paternelle de Charles Ier Turpin de Crissé du Petit-Montrevault, lui-même père de Charles II Turpin et grand-père de Louis Turpin de Sanzay ci-dessus).

## La vie d'Anne de Sanzay
Anne de Sanzay est né vers 1535, fils de René Ier de Sanzay, comte de Sanzay, vicomte héréditaire du Poitou, chambellan du roi François Ier, gouverneur de Nantes, né vers 1500 et de Renée du Plantys, née vers 1510. 
Promis à Jeanne de la Pommeraie, il se marie une première fois vers 1575 avec la mère de celle-ci, Jeanne de Rosmadec (elle-même veuve de Jean de la Pommeraie, seigneur de la Morlaye, d'Entrammes et de Montigny). Puis il se marie en secondes noces le 10 juillet 1588 avec Marie de Tromelin (ou Tuomelin ; en Kerlouan ?), fille et héritière d'Olivier de Tromelin seigneur du Bourouguel en Plouigneau, et veuve de Claude de Penmarc'h, originaire de Kersaint-Plabennec, baron de Penmarc'h, seigneur du Colombier et de Coetlestrémeur ; le fils de Claude de Penmarc'h et Marie de Tromelin, René de Penmarc'h, épousa d'ailleurs en août 1599 la sœur d'Anne et fille de René, Jeanne de Sanzay,. En 1589, Anne de Sanzay « est reçu dans la "Sainte Union de Morlaix", sous le bon plaisir de Mgr le duc de Mercœur ». Le manoir de Bourouguel devint alors le repaire d'Anne de Sanzay, comte de la Maganne jusqu'à ce qu'il soit pris par les troupes royales en 1589 et ses fortifications démantelées. Il est fait chevalier de l'Ordre de Saint-Michel. Il décède après 1610 à une date inconnue sans avoir eu d'enfants.
Anne de Sanzay, dit « Bras de fer », devient à l'époque de la Ligue, abbé commendataire de l'Abbaye Notre-Dame de Lantenac (à La Ferrière dans l'actuel département des Côtes-d'Armor) ; il transforma l'abbaye en caserne, l'église en écurie et le réfectoire en étable.

## L'exemple des exactions commises en Cornouaille en novembre et décembre 1593
Pendant les guerres de la Ligue, Anne de Sanzay choisit dans un premier temps le parti de la Ligue après bien des hésitations, mais en profita surtout pour se livrer à des activités de chef de bande sans foi ni loi. Le chanoine Moreau en parle pour la première fois comme d'un adversaire du célèbre chef de bande Guy Eder de la Fontenelle :

« [Guy Eder de la Fontenelle] pilla plusieurs villes et gros bourgs. (...). De Lannion en Tréguier même traversa tout le Léon jusques à Roscoff, où il lui fallu néanmoins se retirer, après une grande boucherie de paysans qui s'étaient joints avec Anne de Sanzay, comte de la Maignane, et quelques autres seigneurs. »

Anne de Sanzay installe pour un temps son quartier général dans un vaste camp retranché (« l'étendue de ce retranchement contient environ quatre journaux ») situé près du bourg de Quimerc'h :

« On voit encore, non loin du bourg de Quimerc'h, un camp retranché construit par les soldats envahisseurs. C'est de là qu'ils s'élançaient pour mettre le pays à feu et à sang ; lorsqu'ils revenaient le soir chargés de dépouilles, ils éclairaient leur marche par la lueur des incendies. Le sieur du Bot, fait prisonnier, ne put se racheter qu'en aliénant son domaine ; la ville du Faou fut surprise et saccagée. »

Le chanoine Jean Moreau raconte plus loin les exactions commises ensuite par Anne de Sanzay, par exemple cet épisode daté de novembre 1593 :

« (...). Anne de Sanzay, comte de la Magnane, lors marié à la dame de Penmarc'h en Léon, tenant le parti de l'union dite catholique, sous l'autorité du duc de Mercœur. Ayant quelques troupes de gens ramassés, arrive de nuit de devers Morlaix en la ville du Faou, qu'il prend et pille et y prit des prisonniers, et se tint là quatre à cinq jours attendant de trouver les moyens de passer la rivière de Châteaulin pour entrer en la juridiction de Quimper, où il savait le pillage être bon ; mais voyant les passages bien gardés par le sieur de La Villeneuve, avec ses rogues villageois qui avaient aussi fait rompre les ponts de dessus ladite rivière, sans lesquels il lui était impossible de passer à pied ni à cheval, attendu que c'était au mois de décembre, il s'avisa d'écrire à trois personnes de la ville de Quimper, l'évêque, le sénéchal, le procureur de ville. L'évêque était messire Charles du Liscoët ; le sénéchal, maître Guillaume Le Baud, sieur de Créac'hmarc'h ; le procureur de ville était maître Jean Capitaine, procureur postulant au siège présidial. Pendant que son messager allait et venait, la commune se mit en armes et vint attaquer le comte et ses gens au Faou, à leur mode, sans ordre ni discipline, et vinrent par deux endroits, la plus grande part du côté de Léon, et les autres du côté de Rosnoen, qui avaient passé Treisguennel pour avoir, comme il leur semblait, part au butin. Mais des deux côtés, ils furent repoussés plus vitement qu'ils y étaient venus, et en fut fait une très grande tuerie de plus de six à sept cents, et pillèrent tout le pays dans les paroisses circonvoisines, où ils firent de grands maux. De là s'en vint à Châteaulin, où il espérait passage par beau ou par force, où il fut de rechef attaqué par les paysans qui furent encore repoussés avec perte. »

Le chanoine Moreau poursuit : « Il n'y avait pas beaucoup d'apparence de s'y fier, le comte de La Maignane étant toujours connu pour un bon et ancien voleur tant sur mer que sur terre, à cause de quoi le défunt roi Henri le fit mettre prisonnier à la Bastille, à Paris, l'an 1586, où il resta un an ». Malgré cela les édiles de Quimper, bernés par ses promesses, ne s'opposent pas à la pénétration dans le cœur de la Cornouaille des troupes d'Anne de Sanzay :« il fut donc résolu qu'on laisserait le passage libre au comte de La Maignane et à ses troupes, pour venir se rafraîchir en cette juridiction de Quimper ». Bien entendu, Anne de Sanzay, oubliant ses promesses, en profita pour continuer ses exactions :

« Le comte, bien ravi d'avoir obtenu ce qu'il demandait, passe la rivière à Châteaulin et fait marcher ses gens deux ou trois lieues sans faire tort à personne ni à leurs moyens, et s'ils prenaient quelque chose, ils le payaient, au dire de ceux à qui il appartenait. Les paysans voyant leurs douceurs, ne cachaient rien, aussi les soldats le faisaient à cette fin pour qu'ensuite venant à l'improviste tout d'un coup, ils trouvassent le tout à leur commodité, comme il arriva. Car, le lendemain, il fit tourner ses gens tout d'un coup sur les paroisses qu'ils avaient passées le jour précédent, comme Dinéault, Châteaulin, Plomodiern, Plounévez, Quéménéven, et jusqu'à Locronan, et en firent une telle cure et pillage qu'ils ne laissaient après eux que ce qui était trop chaud ou trop pesant. Il fit un très grand butin car, par la longue paix qu'avait eue cette contrée, les paysans étaient riches en meubles. Il y avait peu de familles où il n'y eut force hanaps d'argent : cela veut dire des tasses qui étaient grandes et larges, dont plusieurs étaient dorées ; il y en avait de trois à quatre marcs. En peu d'heures, le comte et ses gens en rafflèrent un nombre innombrable et de très grande valeur, avec une infinité d'autres meubles assez riches, comme des habits et semblables. Mais surtout il désarma la populace qui était assez bien fournie tant d'armes à feu que de longs bois. »

Cette expédition se solde par environ 3 000 morts « tant gens d'église que marchands et paysans de sorte que le pays a été après presque désert ». Convoqué par le duc de Mercœur, il sort de Cornouaille « chargé de dépouilles et se moquant de la crédulité de ceux qui l'avaient reçu ». Il revient dans le Trégor, s'installe avec femme et enfants dans l'abbaye de Lantenac, « menant joyeuse vie », l'église servant d'écurie et le réfectoire de salle d'armes ».

## Sa participation au siège de Morlaix pendant l'été 1594
En janvier 1594, avec ses troupes, il pille l'abbaye de Landévennec.
En juillet 1594, les bourgeois de Morlaix décident de faire soumission au roi Henri IV et vont faire soumission à Lanmeur au maréchal d'Aumont, gouverneur de Bretagne et commandant de l'armée royale locale ; mais François de Carné, seigneur de Rosampoul, qui commandait la garnison de Morlaix, n'accepte pas cette reddition et s'enferme avec ses hommes dans le château, rejoint bientôt par les troupes d'Anne de Sanzay, « étant lors avec ses troupes en Tréguier », « commandant ligueur qui s'y était jeté avec quatre cents hommes ». Le siège du château de Morlaix dure cinq semaines et les troupes de la Ligue commandées par le duc de Mercœur et espagnoles (dirigées par Dom Juan d'Aquila) venues de Carhaix et qui établissent leur campement à l'abbaye du Relecq, même s'ils battent un détachement de l'armée royale fort de 300 hommes qui s'était aventuré entre Huelgoat et le Cloître, ne parviennent pas à desserrer le siège. Finalement les chefs ligueurs enfermés dans Morlaix, dont François de Carné, le capitaine Rostin et Anne de Sanzay, sont faits prisonniers le 21 septembre 1594 et dirigés sur Quimper où ils furent prisonniers sur parole. Anne de Sanzay fut libéré, après versement d'une rançon, en juillet 1595.

## René II de Sanzay, frère d'Anne de Sanzay, fut aussi un soldat-brigand
René II de Sanzay, frère d'Anne de Sanzay, né en 1531, comte de Sanzay et de Groix, seigneur de Saint-Marsault, capitaine Général de la Noblesse de France, panetier du Roi, chambellan du Roi, colonel de la noblesse de France sujette au ban et à l'arrière-ban, superintendant des fortifications du royaume, décédé le 25 septembre 1583, a commis sa part d'atrocités et a laissé lui aussi de mauvais souvenirs. Marié avec Renée Rannou, vivant au Pratmeur en Ploudalmézeau, René eut quatre fils (René III, marié à Charlotte de Thais ; Christophe ; Claude ; et Charles de Sanzay, marié à Françoise d'Estrées, une des sœurs de Gabrielle) qui, selon la tradition, mettaient à mal femmes et filles des alentours, Des représailles furent toutefois menées. Douze hommes se seraient ainsi déguisés en femmes pour se rendre à une veillée. Les Sanzay arrivèrent mais furent surpris, car ce furent les dits hommes qui leur tombèrent dessus. Les frères tentèrent de s'enfuir, mais en vain. On administra à l'un d'eux une si sévère correction qu'il en mourut. Il fut enterré au bord. de la grand'route. La vox populi les accusait même d'entretenir des rapports avec le diable...
Gustave Charles Fagniez, dans son livre L'Économie sociale de la France sous Henri IV, 1589-1610 publié en 1897 écrit : « On frissonne encore dans les veillées de Bretagne en écoutant les chants populaires qui racontent les crimes et le châtiment d'Eder de la Fontenelle roué le 27 septembre 1602 et nous émeuve sur les victimes d'une femme, Marguerite Charlès et des Rannou, ses lieutenants, qui, postés à la tête d'une bande de voleurs, à Saint-Michel-en-Grève, entre Lannion et Plestin, détroussaient et assassinaient les voyageurs ». Or René de Sanzay était marié avec Renée Rannou, sans doute s'agit-il de la même bande de voleurs.
Un autre frère, Claude de Sanzay, né vers 1539, décédé le 26 décembre 1605 fut seigneur de Cossé (dans l'actuel département de la Mayenne ; héritage du mariage entre Jacques du Plantys et Françoise de Cossé : cf. le début de l'article) et Lieutenant Général des ban et arrière-ban de France.